# Pyhäjärvi (Karelija)
Pyhäjärvi (rus. Пюхяярви) je jezero na Finsko-ruskoj granici. Veći dio jezera se nalazi u Finskoj, a jugoistočni dio pripada Rusiji.

## Vanjske poveznice
|  | Zajednički poslužitelj ima još gradiva o temi Pyhäjärvi (Karelija) |